# Antepipona karadgensis
Antepipona karadgensis är en stekelart som beskrevs av Giordani Soika 1970. Antepipona karadgensis ingår i släktet Antepipona och familjen Eumenidae. Inga underarter finns listade i Catalogue of Life.